# 郜艳敏
郜艳敏（1976年—），中華人民共和國河南省襄城县人，初中文化水平，1994年被拐卖至河北曲阳县灵山镇下岸村賣給當地一牧羊人做「妻子」，之后在村里当上代课教师。

## 人生经历
郜艳敏1993年初中畢業後，就放棄學業來到河北省蠡縣的一家毛線廠打工。1994年，郜艳敏在石家庄火车站排隊買回河南的火車票時被两名以“找工作”为借口的女人骗走，后被转手至另一伙人贩子，随后又被卖给另外两名男子，在唐縣的一個村莊轉手後，最终以2700元的价钱被卖到了太行山深处的曲阳县灵山镇下岸村。該村共400餘人口，其中有三四十名從其他地區被拐賣到此做「媳婦」的女性。期间，郜艳敏受到强奸和折磨。
郜艳敏被賣给了一名羊倌的父親。由于她是被买来的，丈夫喝醉酒常打她（直到在媒体报道之后）。她尝试逃跑和自杀，但最终以失败告终。與其「丈夫」生有一子一女。
由於郜艳敏是整個下岸村唯一的文化水平達到初中文化的人，因此自2000年起，郜艳敏受校長請託担任村小学唯一的代课教师。
2005年，郜艳敏写了入党申请书，成为中共预备党员。
2006年，由于郜艳敏的经历被广泛报道，暴露当地政府包庇参与人口贩卖、教育投入不力等多个问题，她被村領導視為不穩定因素。從當年5月起，村里通往外边的两个路口就被人把守着，不允许郜艳敏外出，更不允许记者采访郜艳敏。《南风窗》刊发的一篇报道中提到，该刊记者到达下岸村之前，已先后有中國中央电视台《半边天》节目、凤凰卫视《冷暖人生》节目的摄制组采访受阻而回，镇领导甚至向下岸村支书下命令：“如果《半边天》带走了郜艳敏，就撤你的职，开除你的党籍！”曲阳县有关方面决定取消下岸村教学点，不再聘请郜艳敏当老师，不过在舆论压力之下，曲阳教育局有关领导表示暂不取消下岸教学点，并让郜艳敏老师继续留任。
2007年，郜艳敏被评为“2006年感动河北十大年度人物”。
2009年，郜艳敏的经历被拍成了电影《嫁给大山的女人》。
2010年11月17日，郜艳敏加入中国共产党。當地報紙如此評價她：「郜艳敏由一个被拐卖的打工妹，成长为一名共产党员，自己做梦也没有想到。村里许多老人一直想推选郜艳敏当干部，他们说，郜老师总想着大伙，她有公心。」

## 媒体关注
2006年，曲阳县当地的摄影家刘向阳来深山拍片时发现了郜艳敏，把她的经历发到了互联网上。随后，郜艳敏的事迹引来全国多家媒体的关注。
2015年7月，《燕赵都市报》在2013年刊登的名为《最美乡村教师候选郜艳敏：被拐女成为山村女教师》的报道引发热议，该报道中将其悲惨经历一笔带过，使郜艳敏重新引发关注。公安部打拐辦主任陈士渠在新浪微博稱「人販子必須嚴懲，已部署當地警方調查」。

## 本人回應
2015年7月30日上午，郜艳敏称外界的关注令她和家人感到不安，希望外界不要再打扰她，还她家平静的生活，公安局该去追究责任的应该是人贩子，而不是她家人。而曲陽縣委宣傳部與縣教育局則於30日下午找到郜艷敏家中，說很多網友在網路上罵她是「國家的恥辱」，並讓郜艷敏的女兒為其代筆寫下一封表明不願再接受採訪的簽名信。
2015年8月1日下午，郜艳敏因为听到村里有人指责她教学水平低下，挪用捐款，刻意败坏村子形象来博取同情，于是冲出家门，对围聚在村子广场上閒聊、打牌的村民破口大骂。

## 參看
- 盲山
- 嫁给大山的女人
- 徐州八孩母親事件
- 中华人民共和国人口贩卖